# Huyện Barguna
Barguna là một huyện thuộc division Barisal, Bangladesh. Huyện này có diện tích 1832 km², dân số năm 2002 là 837955 người, mật độ dân số là 457 người/km².